# Задорожній Федір Авксентійович
Задорожній Федір Авксентійович (*24 лютого 1915, село Штерівка — †1998 року) — визначний громадський та політичний діяч Черкащини, Почесний громадянин міста Черкаси.

## Життєпис
Народився 24 лютого 1915 року в с. Штерівка Краснолучинського району, Луганської області. Закінчив Ленінградський інститут механізації і електричного господарства.
Воював на фронтах Другої Світової війни, після поранення відроджував промисловість Донбасу.
У 1959 році приїхав у Черкаси де проводив реконструкцію і будівництво підприємств міста та Черкаської області.
У 1963 році був обраний головою Черкаського міськвиконкому, а у 1965 році назначений завідувачем Черкаського облкомунгоспом. Вся інфраструктура міста побудована під його керівництвом. В короткі строки було проведено газ, розширено систему водопостачання, побудовано очисні споруди, заасфальтована значна частина шляхів, тротуарів та вулиць міста, побудовано нову систему каналізації, теплову мережу ТЕЦ, проведено освітлення вулиць і провулків міста, здано в експлуатацію першу чергу міського тролейбусного руху, завершено будівництво залізничного та річкового вокзалів, упорядковано набережну Дніпра, побудовано човникові пристані, проведено озеленення міста.

## Нагороди та відзнаки
- Нагороджений Орденом «Вітчизняної війни I ступеня», «Знаком Пошани», «За відвагу», «За героическую оборону Заполярья», "За трудовое отличие, «За успехи в народном хозяйстве».
- У 2000 році нагороджений пам'ятним знаком III ступеня «За заслуги перед містом Черкаси» за розвиток соціальної інфраструктури та благоустрій міста, відданість обраній справі, активну громадську діяльність.